# Wairereata Falls
Die Wairereata Falls sind ein Wasserfall im Fiordland-Nationalpark auf der Südinsel Neuseelands. Er liegt im Lauf des Harrison River, der einige hundert Meter weiter südlich in den Milford Sound/Piopiotahi mündet. Seine Fallhöhe beträgt rund 25 Meter.